# ضرر مؤسسي
الضرر المؤسسي يُعرف على نطاق واسع بأنه النتائج غير المقصودة لأحد الأفراد والناتجة عن التفاعل مع المؤسسة التي تتولى مسؤولية رعاية هذا الفرد. وهذا الفرد قد يكون مريضًا في مستشفى أو طفلاً في مدرسة أو شخصًا مسجونًا. وبعض أشكال الضرر المؤسسي مثل الأخطاء الطبية والعدوى المكتسبة من المستشفى يمكن قياسها بسهولة نسبيًا؛ في حين أن بعض الأضرار المؤسسية الأخرى مثل الضرر طويل المدى الواقع على النمو والصحة النفسية تكون أصعب نسبيًا في قياسها. وهناك جدل حول ما إذا كان يمكن قياس هذا الضرر وما إذا كان يحدث بالفعل.
وهذا المصطلح لا يُستخدم على نطاق واسع، ولكنه يمثل مفهومًا قانونيًا ذا أهمية كبيرة لأنه أمر شائع للغاية، لا سيما في البلدان التي لا تحظى فيها حقوق الإنسان للسجناء والأشخاص الآخرين الخاضعين للرعاية المؤسسية بالاحترام أو الضمان بموجب القانون.
وتتوافر في القانون الدستوري والقانون المدني (القانون العام) والقانون الجنائي العديد من الأحكام التي تنص على حماية الأفراد من الإصابات الناجمة عن المؤسسات المودعين لديها كرهًا. ويختلف مدى مراعاة هذه القوانين اختلافًا كبيرًا بين البلدان والمجتمعات. وهذه الاختلافات تتعلق بالجدل القديم القائم بين الحكومة والفرد الذي ساد العلوم الفلسفية والسياسية منذ اليونان القديمة.

## الأضرار التي تلحق بالمؤسسات
يُستخدم نفس التعبير أيضًا بالمعنى العكسي، بمعنى وقوع الضرر على المؤسسات في مقابل الضرر الواقع على الأفراد. على سبيل المثال، حالات الاستثناء السياسي، مثل تعليق الحقوق السياسية لبعض الوقت، يقال إنها تلحق ضررًا بالمؤسسات الديمقراطية. ومن الأمثلة الأخرى تدمير المباني العامة والأوبئة الكبيرة للغاية التي تعطل الأداء الوظيفي الطبيعي لمؤسسات المجتمع، كما هو الحال في مرض الإيدز في أفريقيا؛ والتدخل العسكري الخارجي كما هو الحال في غزو العراق من قِبل الولايات المتحدة الأمريكية والدول الحليفة؛ وحتى (من المفارقات) المساعدة الخارجية للبلدان الغنية بمواردها الطبيعية ولكنها ذات اقتصاد ضعيف و/أو حكومة فاسدة (ما يُسمى بـ "لعنة الموارد")
والمفهومان، الضرر الواقع من قِبل المؤسسات والضرر الواقع على المؤسسات، مرتبطان في الكثير من الحالات. في المحاكمات السياسية واسعة النطاق ("مطاردة الساحرات") في الدول الديمقراطية، كما هو الحال في لجنة مجلس النواب المعنية بالأنشطة المعادية للمصالح الأمريكية في أربعينيات القرن الماضي، يُقال إن الضرر يحدث في كلا الاتجاهين، أي ليس فقط حياة عدد من الأفراد وعائلاتهم وأنشطتهم المهنية هي التي تضررت بسبب التشهير وإنما أيضًا تضررت على نحو مماثل المؤسسات السياسية المعنية بحقوق الأفراد والحرية في الولايات المتحدة الأمريكية نتيجة لأنشطة اللجنة.

## وصلات خارجية
- Metzgar, Jack. Institutional Damage. Dissent Magazine. Stories about the damage wrought on individuals who were subjected to the House Un-American Activities Committee's investigations in the 1940s.
- Harford, T. and Klein, M. Aid and the Resource Curse نسخة محفوظة 25 يونيو 2013 على موقع واي باك مشين.. World Bank article on the damage to institutions of developing countries caused by external aid.